# Brottet och straffet
Brottet och straffet (i originaltitel: Trial & Retribution) är en brittisk kriminalserie från 1997 skapad av Lynda La Plante (som även skapat I mördarens spår med Helen Mirren i huvudrollen), som förutom att hon är seriens huvudförfattare också är dess producent. Serien sändes och spelades in av TV-bolaget ITV och dess sista avsnitt sändes 13 februari 2009.

## Om serien
Serien specifika signum och stilgrepp är dess hårda realistiska skildring av polisarbetet och de kriminaltekniska detaljerna, att man hela tiden filmar och klipper in i olika vinklar vad till exempel tre personer gör samtidigt, samt att varje fall är uppbyggd i fristående dubbelavsnitt (där varje fall ligger på två avsnitt). Totalt har hittills 22 dubbel-avsnitt/fall spelats in i serien (alltså totalt 42 avsnitt vid TV-sändning; på DVD-utgåvor är dock dubbelavsnitten ihopsatta till ett avsnitt och långfilmsformat på ca 2,5 tim; se Avsnitts-guide nedan).
I de tidiga omgångarna (säsong 1-2) görs huvudrollerna som on-off polisparet som leder alla brottsutredningar av skådespelarna Kate Buffery (DI Pat North) (1997-2002) och David Hayman (DS Mike Walker) (1997-). I de senare omgångarna består kriminalteamet av konstellationen David Hayman (Walker), Victoria Smurfit (DCI Roisin Connor) (2002-) och Dorian Lough (DS David Satchell), samt Gemma Jones som rättsläkaren Dr. Jean Mullins.
Serien är mycket populär i Storbritannien och är med dess ca 11 miljoner tittare per avsnitt en av brittisk TV:s mest sedda kriminalserier.
Några gästskådespelare under seriens gång har bland annat varit Richard E. Grant, Charles Dance, Jacqueline Tong, Julian Glover, Nicholas Farrell och Tim McInnerny.

## Avsnitt i serien
OBS! Vid TV-sändning har varje del nedan i regel alltså varit uppdelad i ett dubbelavsnitt på 2 delar (part 1 and 2). På DVD-utgåvorna senare är avsnitten ihoplagda till långfilmsformat.

### 1997–2002
1. Trial & Retribution (part 1 and 2) - 1997
2. Trial & Retribution II (part 1 and 2) - 1998
3. Trial & Retribution III (part 1 and 2) - 1999
4. Trial & Retribution IV (part 1 and 2) - 2000
5. Trial & Retribution V (part 1 and 2) - 2002
6. Trial & Retribution VI (part 1 and 2) - 2002

### 2003–2007
7. Trial & Retribution VII: Suspicion (part 1 and 2) - 2003
8. Trial & Retribution VIII: Blue Eiderdown (part 1 and 2) - 2004
9. Trial & Retribution IX: The Lovers (part 1 and 2) - 2005
10. Trial & Retribution X: Sins Of The Father (part 1 and 2) - 2006
11. Trial & Retribution XI: Closure (part 1 and 2) - 2007
12. Trial & Retribution XII: Paradise Lost (part 1 and 2) - 2007
13. Trial & Retribution XIII: Curriculum Vitae (part 1 and 2) - 2007
14. Trial & Retribution XIV: Mirror Image (part 1 and 2)- 2007

### 2008–2009
15. Trial & Retribution XV: Rules Of The Game (part 1 and 2)
16. Trial & Retribution XVI: Kill The King (part 1 and 2)
17. Trial & Retribution XVII: Conviction (part 1 and 2)
18. Trial & Retribution XVIII: The Box (part 1 and 2)
19. Trial & Retribution XIX: Tracks (part 1 and 2)
20. Trial & Retribution XX: Siren (part 1 and 2)
21. Trial & Retribution XXI: Ghost Train (part 1 and 2)
22. Trial & Retribution XXII: Shooter (part 1 and 2)